# Owstonia maccullochi
Owstonia maccullochi is een straalvinnige vissensoort uit de familie van lintvissen (Cepolidae). De wetenschappelijke naam van de soort is voor het eerst geldig gepubliceerd in 1934 door Whitley.